# Code fiscal de la fédération de Russie
 (octobre 2009).
Si vous disposez d'ouvrages ou d'articles de référence ou si vous connaissez des sites web de qualité traitant du thème abordé ici, merci de compléter l'article en donnant les références utiles à sa vérifiabilité et en les liant à la section « Notes et références ».
Le code fiscal de la fédération de Russie (en russe : Налоговый кодекс Российской Федерации) est la loi qui règle le système des taxes et des impôts dans la fédération de Russie.

## Contenu
Le code fiscal comprend deux parties, la première dans laquelle sont déterminés les principes généraux de la taxation, la seconde étant spécialisée et décrivant la taxation de chaque type d’impôt existant.

## Première partie
La première partie du code, signée le 31 juillet 1998 par le président russe, est entrée en vigueur le 1er janvier 1999. Elle règle les principes de la taxation et du recouvrement des impôts, entre autres :
- types de taxes et impôts perçus dans la fédération de Russie ;
- raisons et réglementation générale de l’accomplissement de devoirs concernant le payement des taxes et des impôts ;
- principes du règlement, de la mise en application et de la cessation du fonctionnement des taxes nationales et locales ;
- droits et devoirs des assujettis, des organismes fiscaux, des agents des contributions et d’autres participants concernés par la législation des taxes et des impôts ;
- formes et méthodes du contrôle fiscal ;
- responsabilité et infractions fiscales ;
- réglementation des recours contre les actes des organismes fiscaux et des actions des agents de l’autorité.

## Deuxième partie
La deuxième partie du code, signée le 5 août 2000 par le président de la fédération de Russie, est entrée en vigueur le 1er janvier 2001. Elle détermine les principes du calcul des impôts et du paiement de chaque type de taxe et d’impôt.
Des chapitres particuliers du code sont dédiés à chaque type de taxe ou à chaque régime fiscal. Ainsi la réglementation du calcul et du paiement des taxes d'État, pour l’utilisation des objets de la faune et ceux des ressources biologiques et de l’eau sont traités dans des chapitres spécifiques de la deuxième partie. 

### Taxe sur la valeur ajoutée
Le 1er janvier 2001 sont entrés en vigueur quatre chapitres du code relatifs à la taxe sur la valeur ajoutée qui existait en Russie depuis 1992. Initialement la détermination et le paiement de la TVA était défini par la loi « taxe sur la valeur ajoutée » et depuis 2001 elle est réglée par le chapitre 21 du code fiscal de la fédération de Russie. Des catégories particulières d’assujettis et des types particuliers d'opérations ne sont pas soumis à la TVA (il y a plus de cent allègements et exonérations).
Le taux  maximal de la TVA russe après son introduction était de 28 %, ensuite il  a été réduit jusqu'à 20 %, et puis au 1er janvier 2004 à 18 %. Le taux réduit de 10 % concerne les produits d’alimentation et les articles pour les enfants. Le taux de 0 % est applicable aux exports. Certaines activités et produits ne sont pas soumises à la TVA. Les assujettis qui sont au système simplifié d’imposition sont exonérés. Dernièrement, une réduction voire abolition de la TVA a été proposée en Russie, mais n’a pas été adoptée.
Les opérations suivantes sont également soumises à la TVA :
- transfert des biens sans indemnité (gratuits) (prestation des services et travaux) ;
- transfert  sur le territoire de la fédération de Russie (accomplissement des travaux, prestation des services) de biens pour des besoins propres  dont des dépenses ne sont pas déduits pour le calcul de la taxe sur les bénéfices de l’entreprise ;
- travaux immobiliers pour soi même ;
- l’importation de biens sur le territoire de la fédération de Russie.